# Carvalhópolis
Carvalhópolis é um município brasileiro do estado de Minas Gerais. Sua população recenseada em 2022 era de 3.341 habitantes.

## História
O município foi criado em 1953, e se chamava Cana do Reino, no Sul, com boa infra-estrutura urbana. Sua principal festa é a de São Sebastião, o padroeiro, com barraquinhas, leilões de animais, alvorada musical, missa, bênção, procissões, queima de fogos de artifício, pau-de-sebo e outros divertimentos. 
A povoação denominada Carvalhos foi elevada a distrito em 1923, passando a se chamar Cana-do-Reino. A criação do município, desmembrado do de Machado, deu-se em 1953. Em 1962, o município passou a se chamar Carvalhópolis. Um dos seus atrativos naturais é uma queda d'água com aproximadamente 3 metros de altura e 60 metros de largura localizada no bairro dos Macacos, distante 5 km do município. As outras opções da cidade são as festas do padroeiro São Sebastião e de São Vicente de Paula, com barraquinhas e leilões.[carece de fontes?]

## Esportes e Cultura
Carvalhópolis Futebol Clube (Seleção da Cidade), Veteranos Futebol Clube (Futebol de Campo), C.R. Bela Vista (Futebol de Campo) e Manchester Futebol Clube (Society), são seu maiores clubes de futebol na atualidade. 
A atual seleção da cidade conta com jogadores já consagrados como: Marcelo (Marcelinho), Tinho, José Nilcel (Juninho), Marcos (Marcão) entre outros, e com jovens promessas da cidade como: João Paulo (Zé Araújo), Daniel Paiva (Danielzinho), Rhuan, Juninho, Ian, Ulisses (Iti), Julio entre outros. Alguns dos jogadores da seleção também realizam alguns jogos pelas outras equipes. 
Outros jogadores também marcaram sua história na cidade, são os casos do atacante Leon, o lateral direito Rodrigo do Zé Reis (este último mais atuante no Futsal), Leandro do Zé Paulo, entre outros, caso também dos goleiros, Luizinho, Roberval (atuante pelo time dos veteranos) e o João pipoca considerados os melhores que já atuaram e atuam pela cidade. Todavia, Vermelhinho e Amarelinho são clubes históricos de futebol que já não existem mais. 
Na cultura, atualmente existem a Congada, criada em 1953, sendo esquecida por um tempo e resgatada em 2005, com 25 integrantes, com vários instrumentos de percussão, de sopro e de corda. Normalmente se apresentam em várias cidades do sul e do sudoeste de Minas Gerais e em nosso município em meados de setembro e novembro, organizada pelo Presidente da Congada Santa Efigênia, o senhor José dos Reis Carvalho, recebendo por volta de 30 apresentações de 20 municípios diferentes, sendo apresentações que vão desde congadas até Caiapó, Música para as almas, Folia de Reis, companhia de Pastorinhas e Catira. A festa de novembro é exclusivamente composta por grupos de Congadas, Moçambique e grupos Afro.  
A cidade conta com uma Casa da Cultura, onde podem ser vistos acervos de fotos antigas, instrumentos antigos, contando também com um professor de música, diariamente e gratuitamente.  
No aniversário da cidade é realizado uma grande festa de peão de rodeio, no parque de exposições Jorge Alberto, com 4 dias de festa com bandas regionais e consagradas nacionalmente. Nesse local também são realizadas festas como a queima do alho, festas folclóricas, encontro de motos, MotoCross, entre outras. 
Em outras datas comemorativas como fim de ano, carnaval, etc, são realizados shows em praça pública.      